# Descendants 3
Descendants 3 er en amerikansk musikalsk eventyr-/fantasyfilm produceret for TV af og for Disney Channel, og er efterfølgeren til filmen Descendants og Descendants 2. Filmen er instrueret av Kenny Ortega, skrevet af Josann McGibbon og Sara Parriott, og har Dove Cameron, Cameron Boyce, Sofia Carson, Booboo Stewart, Cheyenne Jackson, og China Anne McClain i hovedrollerne. Den har premiere 2. august 2019.